# Thalestris brevicornis
Thalestris brevicornis is een eenoogkreeftjessoort uit de familie van de Thalestridae. De wetenschappelijke naam van de soort is voor het eerst geldig gepubliceerd in 1868 door Czerniavski.